# Chińska pułapka na palce

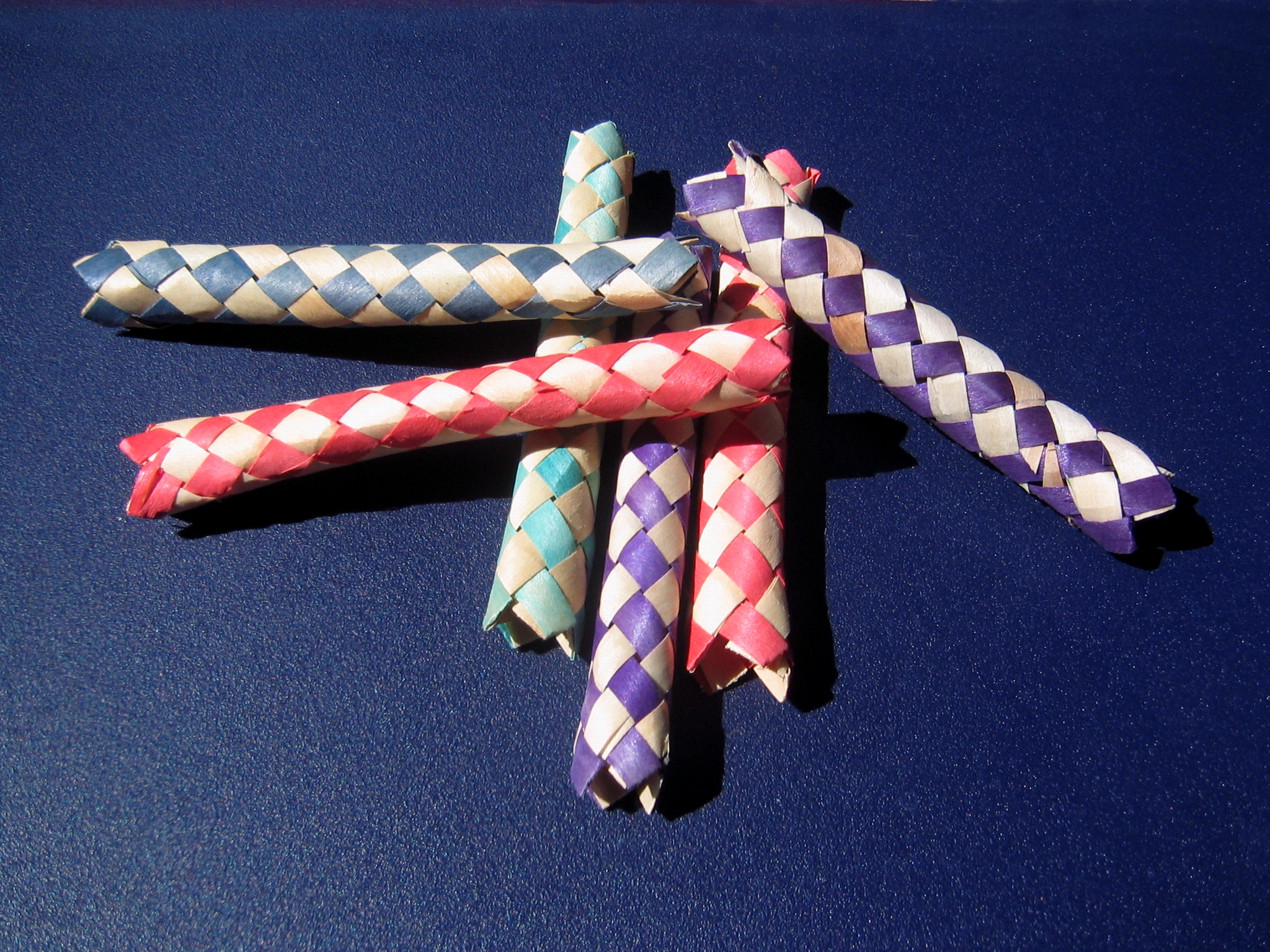
Kilka chińskich pułapek na palce

Chińska pułapka na palce – rodzaj zabawki w postaci niewielkiej rurki zrobionej z bambusowej plecionki. Po włożeniu palców wskazujących do środka, zostają one uwięzione. Chińska pułapka jest często formą łamigłówki lub żartu na osobie, która nie wie jak ją zdjąć.
Nie ma pewności co do dokładnej historii tej zabawki. Według jednej z wersji była znana już w starożytnych Chinach, co tłumaczyłoby pochodzenie jej nazwy. Według innej, została stworzona w USA.

## Rozwiązanie
Pierwszą reakcją jest zwykle próba wyciągnięcia palców do zewnątrz, jednak to tylko zacieśnia pułapkę. Wszelkie siłowe próby pokonania pułapki są w większości przypadków nieskuteczne.
Prawidłową metodą wyciągnięcia palców jest zbliżenie palców do siebie i ściśnięcie rurki przy wylotach. Wtedy pułapka rozszerza się i uwalnia palce.

## W kulturze masowej
Chińska pułapka na palce jest czasem używana jako metafora problemu, którego siłowe rozwiązywanie powoduje tylko pogorszenie sytuacji.
Pułapka na palce pojawiła się także w:
- odcinku serialu animowanego Simpsonowie pod tytułem This Little Wiggy[potrzebny przypis],
- w jednym z odcinków serialu Zeke i Luther[potrzebny przypis],
- Star Trek[potrzebny przypis][5],
- Fineasz i Ferb[potrzebny przypis],
- filmie Rodzina Addamsów[potrzebny przypis]
- filmie Mulan II
- odcinku Laboratorium Dextera pod tytułem Pechowe ciasteczko[6]
- utworze Hodak/2K - Nieważne (feat. DZIARMA)[7]

Sprzęt działający na podobnej zasadzie co chińska pułapka na palce bywa też używany w medycynie.